# John Komlos
John Komlos (28 december 1944) is een Amerikaans economisch historicus van Hongaarse afkomst en voormalig leerstoelhouder voor economische geschiedenis aan de Universiteit van München gedurende achttien jaar. In de jaren tachtig heeft Komlos een belangrijke rol gespeeld bij de opkomst van de antropometrische geschiedenis, de studie van het effect van de economische ontwikkeling op de biologische resultaten van de mens, zoals de lichaamsbouw.

## Carrière
Komlos promoveerde in de geschiedenis (1978) en een tweede in de economie (1990) aan de Universiteit van Chicago, waar hij door de economisch historicus Robert Fogel werd beïnvloed om onderzoek te doen naar de economische geschiedenis van de menselijke lichaamsbouw. Komlos noemde deze nieuwe discipline in 1989 "antropometrische geschiedenis". Van 1984 tot 1986 was hij fellow aan het Carolina Population Center van de Universiteit van North Carolina in Chapel Hill. Komlos doceerde ook aan de Harvard University, de Duke University, de University of North Carolina at Chapel Hill, de Universiteit van Wenen en de Weense Universiteit voor Economie. Voor zijn pensionering was hij achttien jaar hoogleraar economie en economische geschiedenis aan de universiteit van München. Hij is ook de stichtende redacteur van Economics and Human Biology in 2003.
Door dat onderzoeksprogramma werd hij een humanistisch econoom die zich realiseerde dat de conventionele economie geen goede afspiegeling vormt van de manier waarop de reële economie functioneert. Sinds de financiële crisis van 2008 schrijft hij over actuele economische vraagstukken vanuit een humanistisch perspectief. Zijn tekstboek Foundations of Real-World Economics pleit voor een "Kapitalisme met een menselijk gezicht".
Komlos werd verkozen tot Fellow van de Cliometric Society in 2013. Komlos blogde ook voor PBS over actuele economische zaken en heeft meer recent een leerboek economie geschreven in 2014.